# アブラハム・コンスタンティン・ムラジャ・ドーソン
アブラハム・コンスタンティン・ムラジャ・ドーソン 男爵（Abraham Constantin Mouradgea d'Ohsson、1779年11月26日 - 1851年12月25日）は、オスマン帝国におけるアルメニア系の外交官、歴史家。『チンギス・カンよりティムール・ベイすなわちタメルランに至るモンゴル族の歴史』（邦題：『蒙古史』、『モンゴル帝国史』）の著者として有名であった。

## 略歴
1779年11月26日にイスタンブールで生まれる。
父のイグナティウス・ムラジャ・ドーソンはアルメニア系の人で、同じくイスタンブールに生まれ、商人であったが、父がスウェーデン大使館の通訳を務めていたことが縁となって、父を継いでスウェーデン大使館の通訳、参事官の職を経て、1795年に公使に進み、オスマン帝国に関する著作を残して1807年8月27日、フランスで他界した。
息子であるコンスタンティン・ムラジャ・ドーソンもスウェーデンの外交官となり、パリに駐在した後、1816年から1835年までハーグ駐在のスウェーデン公使となり、1835年、ベルリンに駐在を命ぜられ、1851年12月25日、ベルリンで他界した。
1828年に男爵に叙せられていたが、独身だったためドーソン男爵の爵位は彼一代で断絶した。

## 人物
ドーソンはトルコのアルメニア系人であったことにもよるが、語学に堪能で、文字どおりのポリグロットであって、英仏独語はもとより、アルメニア語、トルコ語、ペルシア語、アラビア語、シリア語など10数ヵ国の言語に通じ、自由自在に写本を読破したものとみられ、とくに彼はパリの王立図書館（現在の国民図書館）で『蒙古史』の基本史料をなすペルシア語、アラビア語写本を検索した。
ただし、今日では『蒙古史』におけるモンゴルの描写の偏りを批判されている（モンゴルのホラズム・シャー朝征服を参照）。

## 著書
- 『Des peuples du Caucase et des pays au nord de la Mer Noire et de la Mer Caspienne dans le 10e siècle, ou Voyage d'Abou el-Cassim.（10世紀におけるコーカサス、黒海、カスピ海北方の諸民族、すなわちアブル・カスィムの旅行記）』（パリ、1828年）
- 『Histoire des Mongols, depuis Tchinguiz-Khan jusqu'à Timour bey ou Tamerlan.（チンギス・カンよりティムール・ベイすなわちタメルランに至るモンゴル族の歴史）』（アムステルダム、1834年 - 1835年）

## 参考資料
- C・M・ドーソン『モンゴル帝国史 1』 佐口透訳注、ISBN 4582801102
平凡社〈東洋文庫〉全6巻、1968-1979年、ワイド版2003年、電子書籍版2022年